# Cossé-le-Vivien
Pour les articles homonymes, voir Cossé.
Cossé-le-Vivien est une commune française située dans le département de la Mayenne en région Pays de la Loire, peuplée de 3 208 habitants.
La commune fait partie de la province historique de l'Anjou (Haut-Anjou).

## Géographie
Cossé-le-Vivien est situé à 11 km de Craon, à 18 km de Laval et à 22 kilomètres de Château-Gontier. La commune de Cossé-le-Vivien, dans le Haut-Anjou, fait partie de la Mayenne angevine.

### Communes limitrophes
| Beaulieu-sur-Oudon | Montjean        | Courbeveille                   |
| Méral              | Cossé-le-Vivien | Astillé                        |
| Livré-la-Touche    | Athée           | Cosmes, La Chapelle-Craonnaise |

### Géologie
Le territoire, au sous-sol de schistes précambriens, forme une vaste plaine sillonnée par le cours de l'Oudon et des affluents multiples qu'il y reçoit, formés pour la plupart dans les limites communales. La vallée de l'Oudon n'accuse pas une profondeur de 40 mètres sur les plus hautes altitudes, cotées de 75 à 95 mètres. Les autres vallonnements sont encore moins sensibles.

### Voies
Une ancienne voie, venant du gué d'Entrammes sur la Mayenne par la limite nord de Quelaines, abordait directement le bourg. Le grand chemin de Château-Gontier, distinct de la route actuelle qu'il longe suivant une orientation nord-est, est reconnaissable. Hubert Jaillot fait se croiser au bourg une route directe de Château-Gontier à Vitré et celle de Craon-Laval, sans compter un chemin de la Gravelle et un autre allant à Nuillé-sur-Vicoin.
La carte de Cassini trace la route rectifiée de Craon à Laval, celle de Cossé à la Guerche-de-Bretagne, et celle de Craon à Vitré par Cossé et la Gravelle. Les habitants, décidés sur les conseils de leur curé, à réparer « les rues du bourg aussi bien que les entrées et sorties » qui n'étaient plus praticables, obtinrent en 1733, un règlement de police ordonnant que « les levées des chemins qui ont été autrefois pavées, seront repavées, et que les autres seront au moins accommodées avec terre et cailloutage. » Le grand chemin de Cossé au Pertre est mentionné en 1598, 1611.
La traversée de Cossé était le plus mauvais passage du chemin de Craon à Laval en 1747 ; elle n'avait que la largeur d'une voiture, pleine de trous et de rocailles, creusée de 4, 5 et 10 pieds au-dessous des marges étroites qui donnaient accès aux maisons, suspendues de la sorte sur de vrais précipices. On n'améliora cette chaussée qu'un an après la réfection de la route de Craon à Laval, en 1756.
Au début du XXe siècle, la route de Laval à Craon est nationale ; celle de Château-Gontier à la Guerche, départementale ; des chemins de grande communication ou d'intérêt commun et quelques chemins vicinaux complètent le réseau qui relie ce gros bourg percé de rues en partie montueuses, et dont on mentionne au XVIIe siècle les hôtelleries de la Sirine, du Plat-d'Étain, du Lion d'Or, du Dauphin, etc., avec Quelaines (8 km à l'est) ; Cosmes (3,5 km au sud-est) ; Craon (12 km au sud); Athée (6 km au sud-ouest, vicinal) ; Ballots (13 km au sud-ouest) ; Méral (6 km à l'ouest) ; Montjean (7,5 km au nord) ; Loiron (13 km au nord) ; Courbeveille (6 km au nord) ; Astillé (6 km au nord-est). La voie ferrée de Laval à Nantes a une gare à 200 mètres du bourg.

### Superficie
La superficie, cadastrée en 1817 par M. Faverie, est de 4 437 hectares. Elle a été recalculée lors de la rénovation du cadastre à 4 441 hectares.
La paroisse était autrefois divisée en deux cantons : celui du bourg comprenant 83 métairies, « en terres labourables très bonnes et en prés » (1696) ; celui du Ressort, au-delà de l'Oudon et du Pont-Randon, « fonds médiocre, 12 métairies, 1 397 arpents, dont : 750 en terres labourables, 250 en pâture, 210 en prés, 97 en bois, 90 en landes et terres ingrates ». Le Ressort payait la taille à Craon dont il dépendait judiciairement ; la chapelle du Boulay servait pour une partie des villages. Louis-Julien Létard voulait en 1788 établir une paroisse dans ce canton, et le seigneur des Alleux offrait provisoirement sa chapelle et, de plus, donnait à titre définitif le terrain pour l'église, le cimetière, une maison et un domaine pour le curé.

### Climat
Le climat qui caractérise la commune est qualifié, en 2010, de « climat océanique altéré », selon la typologie des climats de la France qui compte alors huit grands types de climats en métropole. En 2020, la commune ressort du même type de climat dans la classification établie par Météo-France, qui ne compte désormais, en première approche, que cinq grands types de climats en métropole. Il s’agit d’une zone de transition entre le climat océanique, le climat de montagne et le climat semi-continental. Les écarts de température entre hiver et été augmentent avec l'éloignement de la mer. La pluviométrie est plus faible qu'en bord de mer, sauf aux abords des reliefs.
Les paramètres climatiques qui ont permis d’établir la typologie de 2010 comportent six variables pour les températures et huit pour les précipitations, dont les valeurs correspondent aux données mensuelles sur la normale 1971-2000. Les sept principales variables caractérisant la commune sont présentées dans l'encadré ci-après.
| Paramètres climatiques communaux sur la période 1971-2000 - Moyenne annuelle de température : 11,3 °C - Nombre de jours avec une température inférieure à −5 °C : 2 j - Nombre de jours avec une température supérieure à 30 °C : 3,7 j - Amplitude thermique annuelle : 13,8 °C - Cumuls annuels de précipitation : 732 mm - Nombre de jours de précipitation en janvier : 12,2 j - Nombre de jours de précipitation en juillet : 6,5 j |

Avec le changement climatique, ces variables ont évolué. Une étude réalisée en 2014 par la Direction générale de l'Énergie et du Climat complétée par des études régionales prévoit en effet que la  température moyenne devrait croître et la pluviométrie moyenne baisser, avec toutefois de fortes variations régionales. La station météorologique de Météo-France installée sur la commune et mise en service en 1939 permet de connaître en continu l'évolution des indicateurs météorologiques. Le tableau détaillé pour la période 1981-2010 est présenté ci-après.
| Mois                                  | jan.             | fév.             | mars          | avril         | mai           | juin           | jui.          | août           | sep.        | oct.            | nov.            | déc.           | année      |
| ------------------------------------- | ---------------- | ---------------- | ------------- | ------------- | ------------- | -------------- | ------------- | -------------- | ----------- | --------------- | --------------- | -------------- | ---------- |
| Température minimale moyenne (°C)     | 2                | 1,9              | 3,5           | 5,1           | 8,7           | 11,2           | 13            | 12,9           | 10,5        | 8,3             | 4,6             | 2,5            | 7          |
| Température moyenne (°C)              | 5,1              | 5,6              | 8,1           | 10,3          | 14,1          | 17             | 19            | 19,1           | 16,2        | 12,7            | 8,1             | 5,5            | 11,8       |
| Température maximale moyenne (°C)     | 8,1              | 9,4              | 12,7          | 15,6          | 19,5          | 22,8           | 25            | 25,3           | 21,9        | 17,1            | 11,6            | 8,5            | 16,5       |
| Record de froid (°C) date du record   | −15,4 08.01.1985 | −12,5 10.02.1986 | −10 01.03.05  | −5 12.04.1986 | −3 01.05.1945 | 1,9 05.06.1989 | 5 07.07.20    | 3,9 29.08.1989 | 1 30.09.18  | −4,5 30.10.1997 | −7,6 22.11.1993 | −12 21.12.1946 | −15,4 1985 |
| Record de chaleur (°C) date du record | 16,9 13.01.1993  | 21 27.02.19      | 25 24.03.1996 | 28 20.04.18   | 32 29.05.1947 | 37,5 29.06.19  | 40 28.07.1947 | 39,4 10.08.03  | 35 14.09.20 | 29,5 02.10.11   | 21,5 07.11.15   | 17 19.12.15    | 40 1947    |
| Précipitations (mm)                   | 75,1             | 60,2             | 56,6          | 58,3          | 67,4          | 47,6           | 50,1          | 40,1           | 65,3        | 82,1            | 75,4            | 83,2           | 761,4      |

## Urbanisme

### Typologie
Au 1er janvier 2024, Cossé-le-Vivien est catégorisée bourg rural, selon la nouvelle grille communale de densité à sept niveaux définie par l'Insee en 2022.
Elle appartient à l'unité urbaine de Cossé-le-Vivien, une unité urbaine monocommunale constituant une ville isolée,. Par ailleurs la commune fait partie de l'aire d'attraction de Laval, dont elle est une commune de la couronne,. Cette aire, qui regroupe 66 communes, est catégorisée dans les aires de 50 000 à moins de 200 000 habitants,.

### Occupation des sols
L'occupation des sols de la commune, telle qu'elle ressort de la base de données européenne d’occupation biophysique des sols Corine Land Cover (CLC), est marquée par l'importance des territoires agricoles (94,9 % en 2018), en diminution par rapport à 1990 (96,5 %). La répartition détaillée en 2018 est la suivante : 
terres arables (53,2 %), prairies (22,6 %), zones agricoles hétérogènes (18,1 %), zones urbanisées (4,4 %), cultures permanentes (1 %), milieux à végétation arbustive et/ou herbacée (0,6 %). L'évolution de l’occupation des sols de la commune et de ses infrastructures peut être observée sur les différentes représentations cartographiques du territoire : la carte de Cassini (XVIIIe siècle), la carte d'état-major (1820-1866) et les cartes ou photos aériennes de l'IGN pour la période actuelle (1950 à aujourd'hui).

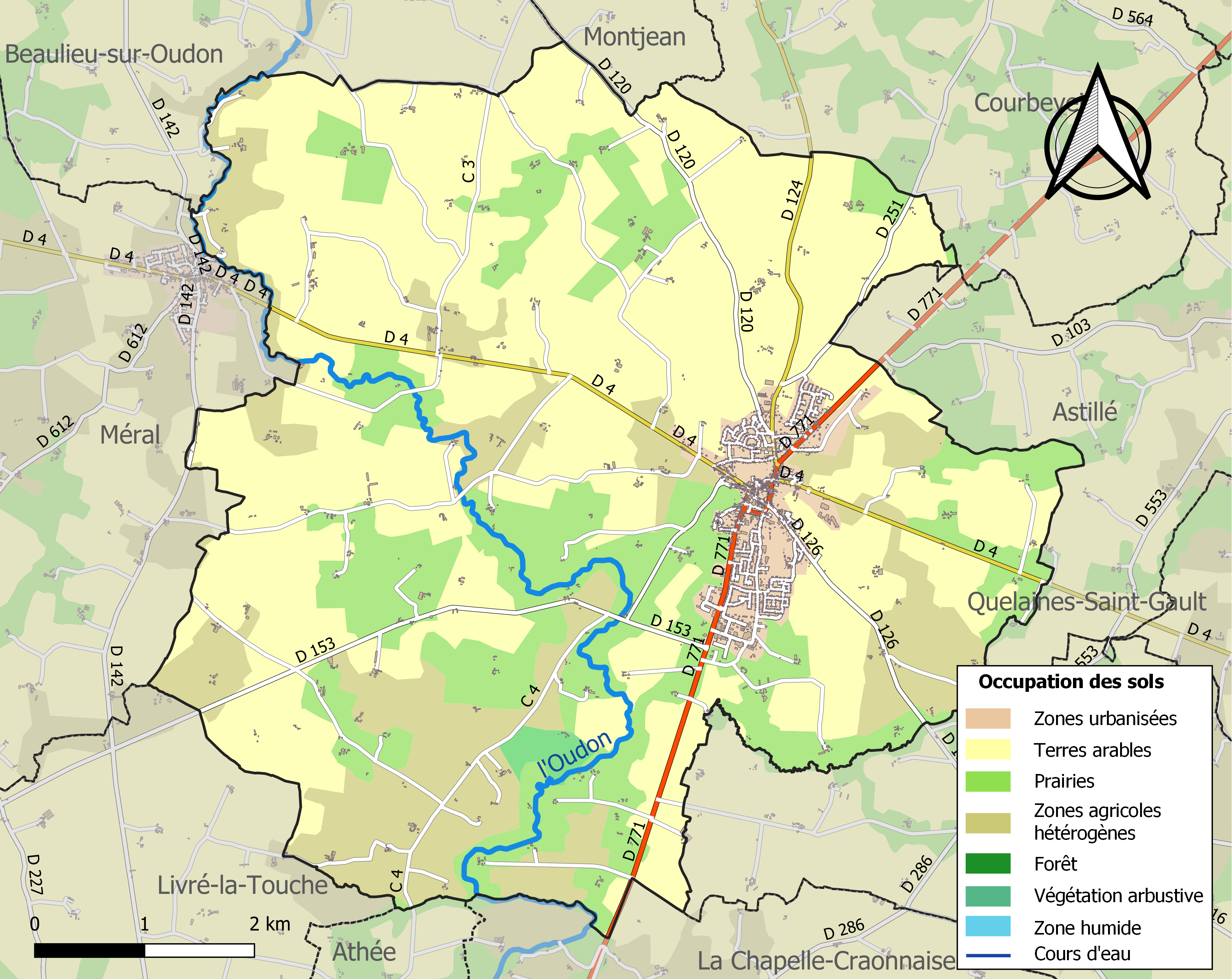
Carte des infrastructures et de l'occupation des sols de la commune en 2018 (CLC).

## Toponymie
Le nom des villages homonymes Cossé-en-Champagne et Cossé-d'Anjou - tous deux situés également dans la région Pays de la Loire, Cossé-d'Anjou se situant plus au sud, sur l'autre rive de la Loire, à proximité d'Angers - procèderaient tous deux d'un toponyme gallo-romain Cocciacum- de Coceio, Cocaium, Cozaiacum, ensuite Cossay puis Cossé. Le terme désigne le domaine d'un certain Coccius. Cette hypothèse peut aussi s'appliquer à Cossé-le-Vivien.
Le gentilé est Cosséen.

## Histoire

### Protohistoire et Antiquité
En 2019, des fouilles préventives ont permis de mettre au jour des vestiges d'habitats gaulois à proximité du village, aux lieux-dits La Gauleyère, le Plessis et Melleray. Plus au sud, au lieu dit Pont Randou, une voie romaine a été mise en évidence.
Enfin, une fouille archéologique antérieure a révélé, au lieu-dit Guinefolle, des vestiges des Ier et IInd siècles de notre ère, interprétés comme la pars rustica d'une villa gallo-romaine. Le site était à l'époque proche des frontières de plusieurs civitates gauloises, notamment celles des Andécaves, des Namnètes, des Riedones et des Diablintes. On peut également mentionner la proximité des Cénomans.

### Féodalité et Ancien Régime
La seigneurie de Cossé est vendue vers 1574, par Raphaël de Maillé de La Tour-Landry.
Les deux cantons de la paroisse avaient leur mouvance distincte.
Sous l’Ancien Régime :
- le canton du bourg relevait du comté de Laval. La paroisse[21] appartient au comté de Laval. ;
- la canton du « Ressort » était en litige :
  - Selon les uns le « Ressort » serait passé des d'Anthenaise aux Chamaillard, aux Cheorchin, aux Quatrebarbes[22], enfin aux La Tour-Landry et aux barons de Terchant. Guy Ier de Laval-Loué, seigneur de Montjean, 1407, et Jean de Landivy, son successeur en 1444, relevaient de Laval pour leurs terres et châteaux de Montjean et de Cossé. Ils se prétendirent à la fois suzerains et propriétaires.
  - Selon les autres, le « Ressort » était une partie du fief de la baronnie de Craon[23]. Christophe de la Tour, en Anjou, de Clervaux, de Bourmont, protesta, prétendant que ses ancêtres, seigneurs de la Motte-Sorchin, étaient fondateurs du prieuré et de l'église, et qu'il avait droit à y mettre « ses armes en litre ».

Louis XI, les renvoya devant la cour du Mans, tandis qu'André de Laval voulait que l'affaire fût jugée en cour de Laval. André de Laval fit peindre sa litre autour de l'église.
Vers la fin du XVIIe siècle, Charles-Claude Goyon, seigneur de Terchant, proteste contre la démolition de poteaux à ses armes, à Cossé et à Ruillé. La rivalité durait encore au XVIIIe siècle. Les comtes de Laval et les barons de Terchant, au XVIIe et au XVIIIe siècle, eurent de longues rivalités au sujet de leurs droits réciproques.
Le duc de la Trémoille comprend la ville et la prévosté de Cossé dans son aveu de Laval, 1674 ; il y a un fermier des droits de coutume et étalage, 1724 ; il prend le titre de seigneur patron dans la cérémonie de bénédiction et même dans l'inscription d'une cloche, 1749. Le Clerc de Terchant se plaint en 1743 de ce que les officiers du comté fassent lever la billette au bourg de Cossé, les jours de foires et de marché, et de fait les halles lui appartenaient.

### Église

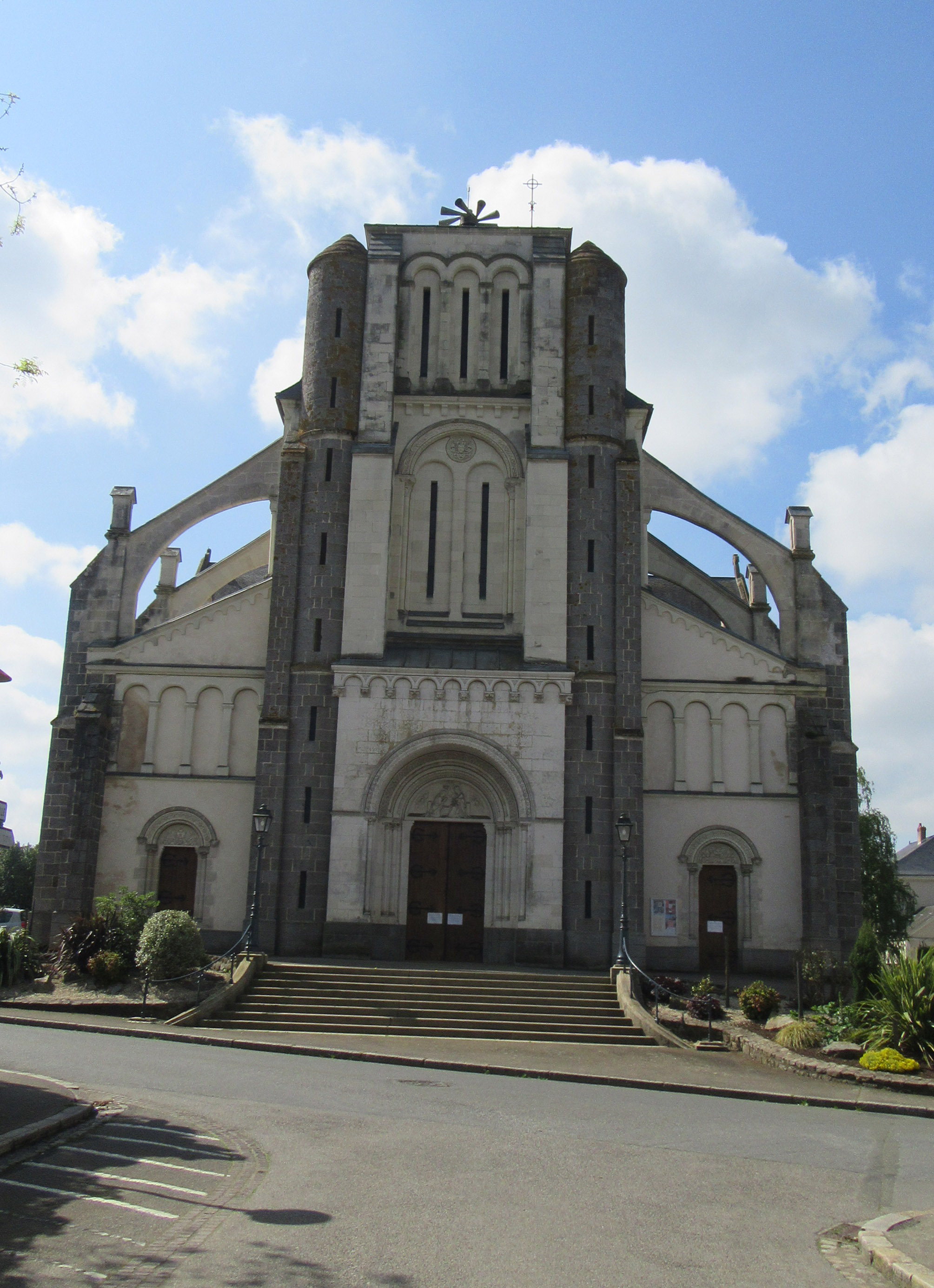
L'église de Cossé-le-Vivien.

### Lieux et monuments

Musée Robert-Tatin.